# 피니언

피니언과 고리기어

피니언(pinion)은 드라이브트레인 또는 랙과 피니언 장치에 포함되는 둥근 톱니바퀴이다. 주로 맞물린 톱니바퀴들 가운데 작은 쪽을 부르는 말이다.

## 적용

### 드라이브트레인
드라이브트레인은 다양한 구조에서도 보통 피니언 기어를 포함한다는 특징을 갖는다.
- 일반적으로 기어드라이브트레인에서 작은 톱니바퀴가 피니언이다.(상업적으로 성공한 첫 번째 증기 기관차인 Salamanca의 경우 피니언이 다소 컸다).[1] 무선 조종 장난감 같은 많은 경우에 피니언은 구동 톱니바퀴이기도 하다.
- 차동장치에서 크라운기어를 90도 각도로 구동시키는 작은 톱니바퀴도 피니언이다.
- 체인 구동 모터사이클의 작은 앞쪽 사슬 톱니도 피니언이다.
- 엔진(예, 니트로)을 가진 원격조종자동차에서 원심 클러치와 짝을 이루는 클러치 벨 톱니바퀴도 피니언이다.[2]

### 랙과 피니언

랙(아랫부분)과 피니언(윗부분)의 애니메이션

랙과 피니언 구조에서, 피니언은 직선형 기어인 랙 위에서 움직이는 작은 톱니바퀴(기어)다.

## 참조
- 장치의 명칭 목록